# Московски кремъл
Вижте пояснителната страница за други значения на Кремъл.
Московският кремъл (на руски: Московский Кремль), или само Кремъл, е исторически комплекс в центъра на Москва. 
Кремъл е сърцето на съвременна Русия – той е в централната част на столицата, на неговата територия са разположени редица важни структури на държавната власт: президентството, правителствени и други органи.
Превърнал се е в нарицателно име за властта най-напред на Руското царство (макар че цар Петър Велики мести столицата от Москва в новия Санкт Петербург), после – на Съветска Русия и на Съюза на съветските социалистически републики, а накрая – на днешната Руска федерация.

## Разположение
Намира се край река Москва. В съседство е с Александровската градина (с т. нар. Пост № 1 пред Гроба на незнайния воин) и Червения площад (с Държавния исторически музей, Мавзолея на Ленин и живописната църква „Свети Василий Блажени“).
Комплексът се използва за официална резиденция на президента на Русия. В него се помещават канцеларии на президентството.
Съставлява самостоятелна административна единица на Централния административен окръг на Москва.

## История
Първоначално Московският кремъл – от времето на Великото московско княжество, е дървен. След опустошителен пожар в Москва през 1367 г. великият московски княз Дмитрий Донски построява наново Московския кремъл от камък. Крепостта издържа на 2 обсади на великия княз Алгирдас на Великото литовско княжество през 1368 и 1370 г.
С обявяване на създаването на Руското царство от Иван Грозни като наследник на Древния Рим на 16 януари 1547 г. със столица Москва неговият замък в Московския кремъл се превръща в царски дворец. През лятото на същата година дървеният кремъл изгаря по време на големия пожар в Москва от 24 юни, след което е възстановен от камък в сегашния му вид.
В миналото допълнителни крепостни стени, подобни на кремълските, са опасвали двойно по-големия район, наречен Китай-город, намирал се на изток от днешния Червен площад. (Вижте плана на Кремъл и Китай-город от 1760-те години.)

## Архитектура
Московският кремъл е най-известният кремъл – руски вид градски укрепен район със замък на владетел. Представлява крепост с формата на неправилен триъгълник. Съществуващите крепостни стени и кули са построени през 1485 – 1495 г. Общата дължина на стените е 2235 м, височината е от 5 до 19 м, а дебелината – от 3,5 до 6,5 м.
По стените са разположени 20 кули; 3-те кули, стоящи в ъглите на триъгълника, са с кръгло сечение, останалите са с квадратно. Най-висока е Троицката кула с височина 80 м. Най-известна е Спаската кула със Спаските врати и Кремълските куранти (4 стенни часовника), често използвана за символ на Московския кремъл.

## Паметници на културата
На територията на комплекса се намират редица културно-исторически паметници от национално и световно значение. През 1990 г. Московският кремъл е включен в списъка на световното културно и природно наследство на ЮНЕСКО.

### Храмове
- Успенски събор
- Благовещенски събор
- Архангелски събор
- Храм „Св. Йоан Лествичник“ и Камбанария на Иван Велики
- Църква „Полагане на ризата на Божията майка във Влахерна“
- Патриаршески дворец и събор „Дванадесет апостола“
- Горноспаски събор и теремни църкви
- Църква „Рождество Богородично на Сени“

### Други здания и музеи
- Сенатски дворец
- Административен корпус (14-и корпус)
- Арсенал (казарма на охранителната рота)
- Потешний дворец (Увеселителен дворец)
- Държавен кремълски дворец (до 1992 г.: Кремълски дворец на конгресите)
- Голям кремълски дворец
- Теремен дворец (жилища за царското семейство)
- Оръжейна палата (с музей и прочутия Алмазен фонд)
- Грановита палата (за царските приеми)
- Златна царицина палата

### Площади и градини
- Ивановски площад
- Сенатски площад
- Съборен площад
- Голям кремълски площад (с градина)
- Тайницка градина

### Други обекти
- Цар Камбана
- Цар Топ